# Зуев, Александр Михайлович
Александр Михайлович Зуев (17 июля 1961 — 10 июня 2001) — капитан ВВС СССР, в 1989 году совершивший угон истребителя МиГ-29 в Турцию. Получил политическое убежище в США.

## Биография
Окончил Армавирское высшее военное авиационное Краснознамённое училище лётчиков в 1982 году. Служил в 176-м истребительном авиационном полку в Миха Цхакая (Сненаки, Грузия), летал по выпуску на самолётах МиГ-23М. В составе полка в числе первых лётчиков приступил к переучиванию на новый истребитель МиГ-29 (по мнению Зуева, это позволило ему избежать отправки на войну в Афганистане; на самом деле полк не планировался к участию в боевых действиях в Республике Афганистан); по некоторым сообщениям, участвовал в войсковых испытаниях самолёта.

### Разочарование в советском строе
В конце 1980-х годов у Зуева начались проблемы на службе и в личной жизни: в семье он не ладил с женой (дочкой зам.командира авиадивизии), а на службе разом были перечёркнуты все лётные перспективы из-за потери сознания прямо на полётах при неожиданных почечных коликах. В своей книге он описывает, как постепенно разочаровывался в советском обществе и строе. По его собственным словам, «последней каплей» для него стали события в Тбилиси 9 апреля 1989 года.
В это время Военный лётчик 1-го класса капитан А. Зуев служил в 176-м истребительном авиаполку (176-й иап) на аэродроме Миха-Цхакая (Грузия).
Он думал об уходе из вооружённых сил, но в конце концов сделал выбор в пользу угона новейшего советского истребителя на Запад.

### Угон самолёта
В ночь на 20 мая 1989 года капитан А. М. Зуев был дежурным по приёму и выпуску самолётов. Он объявил всем находившимся на дежурстве лётчикам и техникам, что у него родился сын (в действительности рождение сына произошло через несколько дней), и по этому поводу угостил всех специально подготовленным тортом, куда была добавлена большая доза снотворного. В это время произошла пересмена часовых у дежурных самолётов, и на пост заступил механик, которому не удалось разбудить никого из товарищей. Зуев попытался обезоружить механика, потерпел неудачу, выстрелил в него из пистолета и ранил, но и сам получил ранение в руку, когда механик открыл огонь. Дежурные самолёты были почти полностью готовы к вылету, и Зуев взлетел на одном из них. После взлёта он собирался расстрелять из авиапушки другие самолёты дежурного звена, чтобы его не попытались перехватить, однако не сумел, поскольку забыл снять с пушки одну из двух блокировок.
Зуев угнал самолёт в Трабзон (Турция). Первыми его словами на турецком аэродроме были: «Я — американец!». Это он сказал охраннику аэропорта, приблизившемуся к самолёту, для того, чтобы одним из первых было оповещено посольство США в Турции. В Турции его судили по обвинению в угоне самолёта и оправдали, сочтя, что его действия носили политический характер. Турецкие власти в кратчайшие сроки вернули самолёт Советскому Союзу. Зуев получил политическое убежище в США.

### Жизнь в США
Консультировал ВВС США перед началом военной операции «Буря в пустыне».
В 1992 году в соавторстве с Малькольмом Макконнелом опубликовал книгу о своём побеге «Fulcrum: A Top Gun Pilot’s Escape from the Soviet Empire».
Погиб в авиакатастрофе 10 июня 2001 года, разбившись на советском учебно-тренировочном самолёте Як-52 в 160 км севернее Сиэтла.
Награды
медаль МО СССР "За безупречную службу" 3 степени. 